# Wacław Sierpiński
Wacław Franciszek Sierpiński (IPA: ˈvaʦwaf fraɲˈʨiʂɛk ɕɛrˈpʲiɲskʲi, escucharⓘ; Varsovia, 14 de marzo de 1882-Varsovia, 21 de octubre de 1969) fue un matemático polaco. Son notables sus aportaciones a la teoría de conjuntos, la teoría de números, la topología y la teoría de funciones. En la teoría de conjuntos realizó importantes contribuciones para el axioma de elección y la hipótesis del continuo. Estudió la teoría de la curva que describe un camino cerrado que contiene todos los puntos interiores de un cuadrado. Publicó más de 700 trabajos y 50 libros.
Tres conocidos fractales llevan su nombre: el triángulo de Sierpinski, la alfombra de Sierpinski y la curva de Sierpinski. También los números de Sierpinski en teoría de números han sido nombrados así en su honor.

## Educación
Sierpiński ingresó en el Departamento de Matemáticas y Física de la Universidad de Varsovia en 1899 y se graduó cuatro años después. En 1903, estando él todavía en la universidad, el Departamento de Matemáticas y Física ofreció un premio al mejor ensayo de un alumno sobre la contribución de Georgi Voronói a la teoría de números. La medalla de oro primera gran aportación matemática. Al no estar dispuesto a que el trabajo se publicara en ruso, lo retuvo hasta 1907, año en que se publicó en la revista matemática de Samuel Dickstein, «Trabajos de matemáticas y física».
Tras su graduación en 1904, Sierpiński trabajó de profesor de matemáticas y física en un colegio de Varsovia. Sin embargo, cuando el colegio cerró debido a una huelga, Sierpiński decidió ir a Cracovia para doctorarse. En la Universidad Jagellónica de Cracovia, asistió a conferencias de Stanisław Zaremba sobre matemáticas. También estudió astronomía y filosofía. Recibió su doctorado y fue designado para la Universidad de Leópolis.

## Contribuciones a la matemática

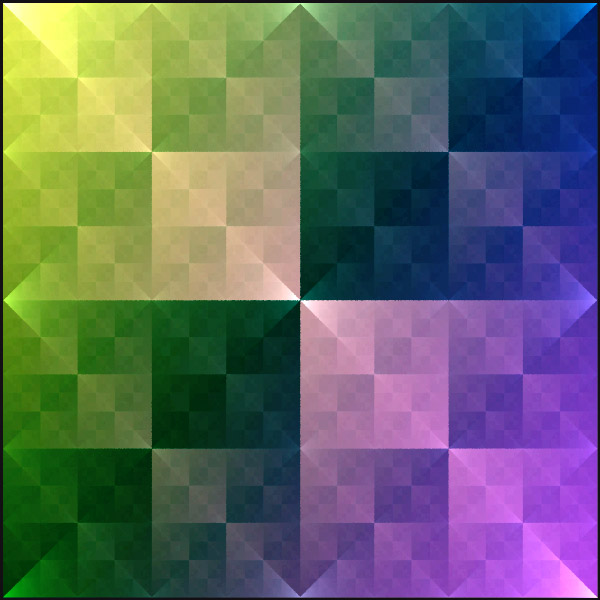
El cuadrado de Sierpiński, un fractal.

En 1907 Sierpiński se interesó por la teoría de conjuntos cuando se encontró con un teorema que decía que se podían determinar los puntos del plano con una sola coordenada. Escribió a Tadeusz Banachiewicz (que entonces se encontraba en la  Universidad de Göttingen), preguntándole cómo tal resultado era posible. Recibió una  lacónica respuesta de una sola palabra: «Cantor». Sierpiński empezó a estudiar teoría de conjuntos, y, en 1909, dio su primera conferencia dedicada por completo a esta área de las matemáticas.
Sierpiński mantuvo un extraordinario ritmo de producción de trabajos y libros de investigación. Entre 1908 y 1914, cuando impartía clases en la Universidad de Leópolis, publicó tres libros así como numerosos trabajos de investigación. Los títulos de estos libros son La teoría de los números irracionales (1910), Estructura de la teoría de conjuntos (1912) y La teoría de los números (1912).
Cuando empezó la Primera Guerra Mundial, en 1914, Sierpiński y su familia se encontraban en Rusia ya que la mayor parte de Polonia era goberndaa por Rusia tras las Particiones de Polonia a finales del siglo XVIII. Con el objetivo de evitar la muy frecuente persecución de extranjeros polacos en Rusia, Sierpiński estuvo trabajando en Moscú con Nikolái Luzin hasta que terminó la guerra. Juntos, empezaron el estudio de los conjuntos analíticos. En 1916, Sierpiński dio el primer ejemplo de número normal.
Cuando terminó la guerra en 1918, Sierpiński regresó a Leópolis, a la naciente Segunda República polaca. Sin embargo, poco después de su designación, la Universidad de Varsovia le ofreció un puesto, que aceptó. Permaneció en Varsovia el resto de su vida.
Durante la Guerra Polaco-Soviética (1919-1921), Sierpiński contribuyó a descifrar códigos criptográficos rusos en la agencia criptográfica polaca.
En 1920, Sierpiński, junto con Zygmunt Janiszewski y su exalumno Stefan Mazurkiewicz, fundaron una influyente revista matemática, «Fundamenta Mathematica», especializada en trabajos sobre teoría de conjuntos. Durante este periodo, Sierpiński trabajó sobre todo en teoría de conjuntos, pero también en topología de conjuntos de puntos y funciones de una variable real. En teoría de conjuntos, hizo aportaciones al axioma de elección y a la hipótesis del continuo. También trabajó en lo que se conoce actualmente como la curva de Sierpiński. Asimismo, siguió colaborando con Luzin en la investigación de conjuntos analíticos y proyectivos. En su estudio de las funciones de una variable real se pueden encontrar resultados sobre series funcionales, diferenciabilidad de funciones y la clasificación de Baire.
Sierpiński estuvo muy implicado en el desarrollo de las matemáticas en Polonia. Fue elegido para la Polska Akademia Umiejętności en 1921 y ese mismo año fue nombrado decano de la facultad de la Universidad de Varsovia. En 1928 fue nombrado vicepresidente del consejo de administración de la Sociedad Científica de Varsovia, y ese mismo año fue elegido presidente del consejos de administración de la Sociedad Matemática de Polonia.
Sierpiński fue el autor de 724 trabajos y 50 libros. Se jubiló en 1960 de catedrático de la Universidad de Varsovia, pero siguió trabajando hasta 1967 para impartir un seminario sobre la teoría de números en la Academia Polaca de las Ciencias. También prosiguió su trabajo editorial en Acta Arithmetica, Rendiconti del Circolo Matematico di Palermo, Composito Matematica y Zentralblatt für Mathematik.

## Eponimia
Además de los conceptos matemáticos que llevan su nombre, se tiene que:
- El cráter lunar Sierpinski lleva este nombre en su memoria.[3]